# 泉蔵院 (観音寺市)
泉蔵院（せんぞういん）は、香川県観音寺市伊吹町855にある真言宗大覚寺派の寺院。山号は七宝山。本尊は薬師如来。瀬戸内海の燧灘に浮かぶ伊吹島唯一の寺院である。旧称は泉蔵坊。

## 歴史

### 創建
延喜元年（901年）に菅原道真が大宰府に左遷される際、伊吹島に立ち寄って泉蔵院付近から海を眺めて気持ちを落ち着けたとする伝承がある。
天治元年（1124年）には琴弾八幡宮を勧請して伊吹八幡神社が創建されているが、泉蔵坊（後の泉蔵院）や海蔵坊（後の海蔵寺、現在の西ノ堂）の創建もこの頃とされる。泉蔵坊の開山は世観律師。多くの湧水があったことが名称の由来と伝わるが、実際には湧水を期待して名付けられたと考えられている。

### 近世
元禄5年（1692年）の文書には泉蔵坊ではなく泉蔵院として記されている。
文化5年（1808年）9月10日には伊能忠敬測量隊が伊吹島の測量を行い、忠敬は本土の和田浜に泊まったが、測量隊は伊吹島に泊まった。

## 島四国
旧暦3月21日に行われる島四国では出発地となる。また、かつては娘を嫁がせる前に四国遍路をさせる風習があり、出立の前日には泉蔵院を参詣した。

## 境内
- 本堂
- 観音堂
- 鐘楼 - 延宝3年（1675年）建立[1]。
- 山門
- 弘法大師像

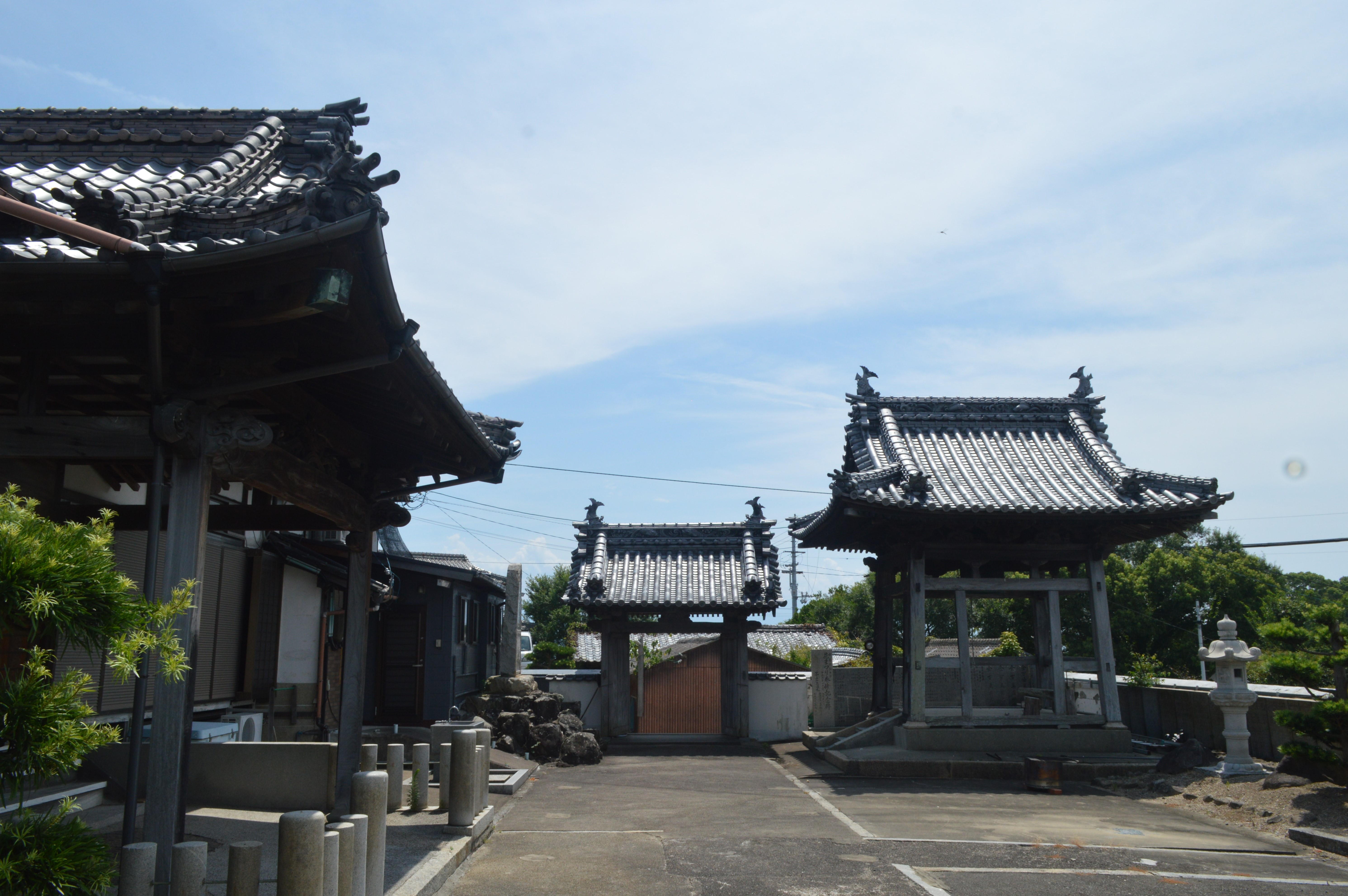
境内
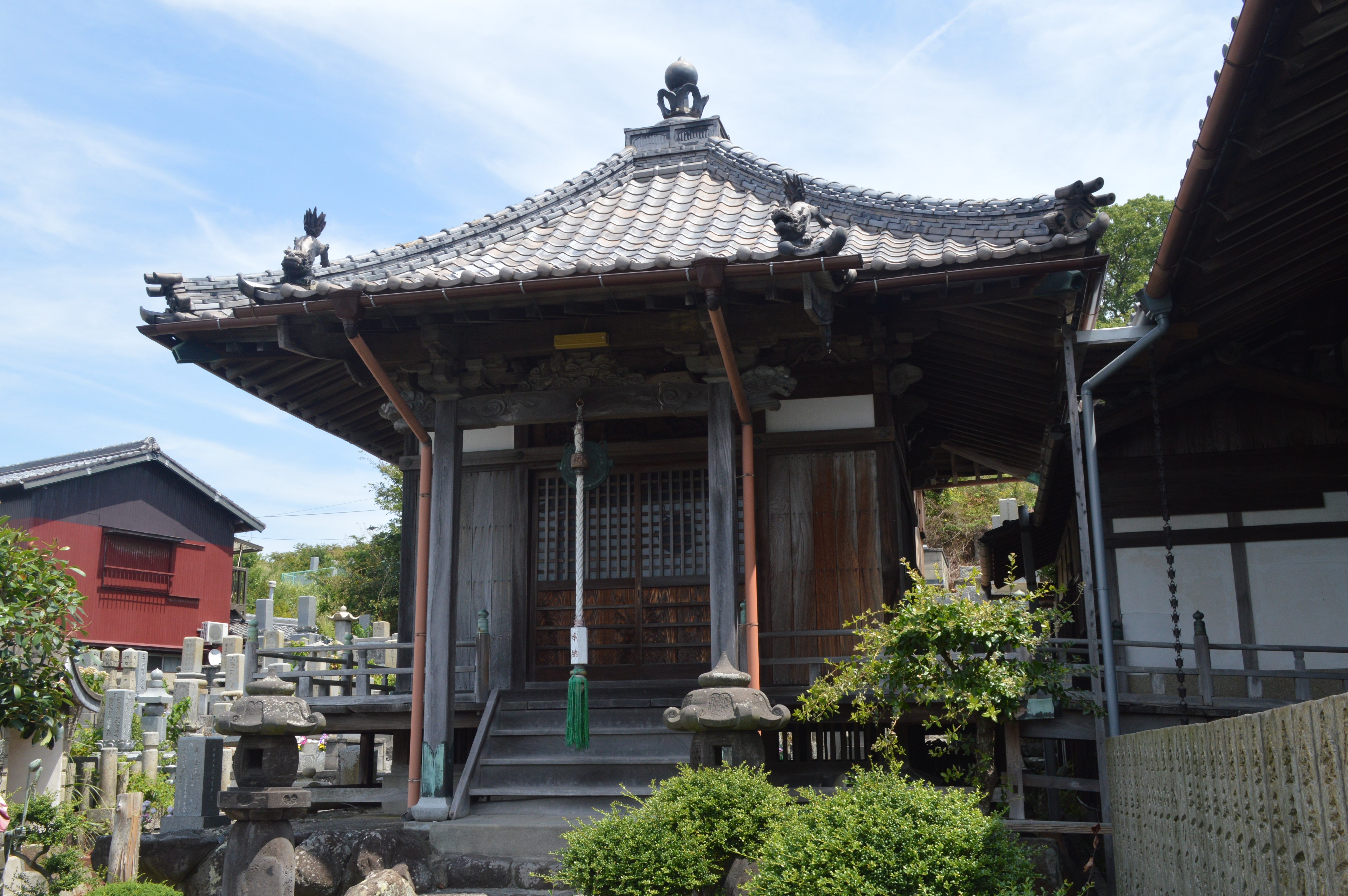
観音堂
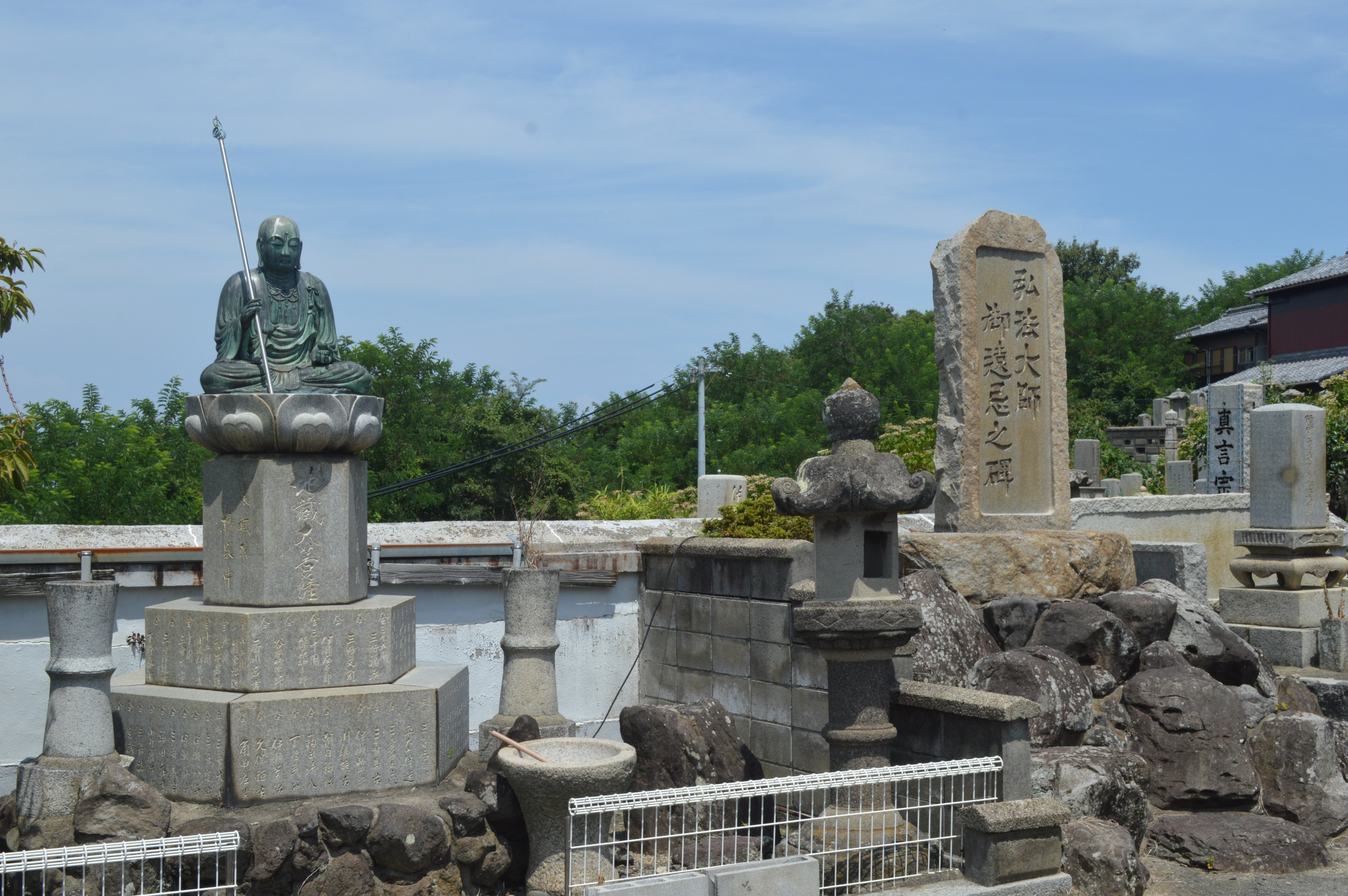
弘法大師像

## 現地情報
所在地
- 768-0071 香川県観音寺市伊吹町855

交通アクセス
- 伊吹観音寺航路 真浦港から徒歩